# Zamek Jasov

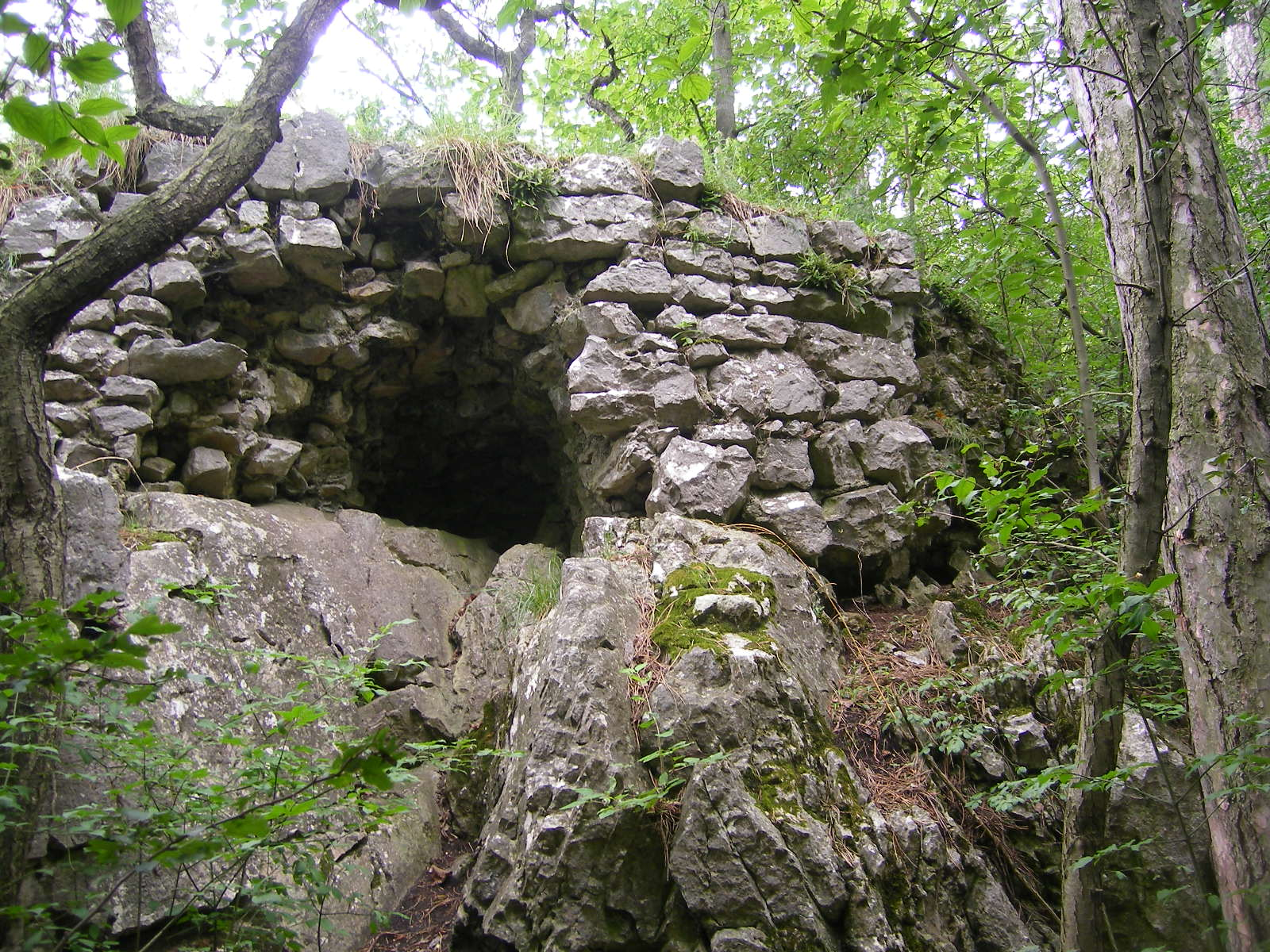
Zamek Jasov. Zachowany fragment muru

Zamek Jasov – średniowieczny zamek, wznoszący się w przeszłości nad wsią Jasov we wschodniej Słowacji. Obecnie w formie ruiny słabo identyfikowalnej w terenie.
Zamek powstał z inicjatywy króla Karola Roberta zapewne wkrótce po jego zwycięskiej bitwie pod Rozhanovcami (1312). Zbudowano go na szczycie Jasovskiej Skały, wznoszącej się od zachodu nad doliną Bodvy oraz nad istniejącymi już wówczas na jej brzegu wsią Jasov i klasztorem norbertanów. Został osadzony wprost na wapiennej skale i z takiego samego materiału wymurowany.
Niewiele wiemy o właścicielach (zarządcach) oraz o losach samej budowli. Ok. 1436 r., kiedy opat Stanisław starał się o pozwolenie ufortyfikowania jasovskiego klasztoru, ta niewielka warownia była już najprawdopodobniej opuszczona. Być może, że w latach 50. tego wieku przez pewien czas korzystały z niej jeszcze oddziały Jana Jiskry .
Ruiny zamku znajdują się obecnie w granicach Parku Narodowego Kras Słowacki. Zachowały się jedynie ślady fundamentów i lokalnie nikłe fragmenty murów, mocno zarośnięte roślinnością zielną, krzewami i drzewami. Wzdłuż krawędzi Skały, w tym koło ruin zamku, wiedzie trasa okrężnej ścieżki dydaktycznej „Jasovská skala”, zaczynającej się i kończącej przy wejściu do Jaskini Jasowskiej.